# Dendrobium cadetia
Dendrobium cadetia är en orkidéart som beskrevs av Johannes Jacobus Smith. Dendrobium cadetia ingår i släktet Dendrobium, och familjen orkidéer. Inga underarter finns listade i Catalogue of Life.